# Berylliumcarbid
Berylliumcarbid ist eine chemische Verbindung, die aus Beryllium und Kohlenstoff besteht.

## Herstellung
Berylliumcarbid kann aus den Elementen hergestellt werden. Bei 900 °C setzt eine exotherme Reaktion ein, die das Reaktionsgemisch auf 1400 °C erhitzt.
{\displaystyle \mathrm {2\ Be+C\longrightarrow Be_{2}C} }
Ebenso ist die Reaktion von Berylliumoxid und Kohlenstoff bei hoher Temperatur möglich.
{\displaystyle \mathrm {2\ BeO+C\longrightarrow Be_{2}C+O_{2}} }
Bei höheren Temperaturen entsteht Kohlenmonoxid.
{\displaystyle \mathrm {2\ BeO+3\ C\longrightarrow Be_{2}C+2\ CO} }

## Eigenschaften
Berylliumcarbid bildet gelbrote kubische Kristalle, die langsam mit Wasser unter Bildung von Berylliumhydroxid und Methan reagieren.
{\displaystyle \mathrm {Be_{2}C+4\ H_{2}O\longrightarrow 2\ Be(OH)_{2}+CH_{4}} }
Da das entstehende Berylliumhydroxid amphoter ist, wird die Reaktion in Anwesenheit von Alkalihydroxiden unter Bildung von wasserlöslichen Beryllaten beschleunigt.
{\displaystyle \mathrm {2\ Be(OH)_{2}+4\ KOH\longrightarrow 2\ K_{2}BeO_{2}+4\ H_{2}O} }
Daraus ergibt sich für die gesamte wasserkatalysierte Reaktion:
{\displaystyle \mathrm {Be_{2}C+4\ KOH\longrightarrow 2\ K_{2}BeO_{2}+CH_{4}} }
Fluor, Chlor und Brom reagieren mit Berylliumcarbid in der Hitze zu den entsprechenden Berylliumhalogeniden unter Bildung von Kohlenstoff.
{\displaystyle \mathrm {Be_{2}C+2\ F_{2}\longrightarrow 2\ BeF_{2}+C} }